# Paul Morand
Paul Émile Charles Morand (ur. 13 marca 1888 w Paryżu, zm. 23 lipca 1976 tamże) – francuski pisarz, dyplomata.
Młody Paul nauczył się bardzo wcześnie angielskiego i wielokrotnie przebywał w Londynie. Odwiedzał również Wenecję i Północne Włochy. Należał do środowiska literackiego. Był bliskim przyjacielem Marcela Prousta.
W okresie międzywojennym napisał dużo książek – relacji z podróży i powieści. Cechowała je elegancja stylu, erudycja.
Podczas II wojny światowej współpracował z rządem Vichy. Został ambasadorem Francji Vichy w Rumunii. Pod koniec wojny był ambasadorem w Bernie. Po zakończeniu II wojny światowej stracił to stanowisko i przebywał w Szwajcarii na wygnaniu.
W 1958 Charles de Gaulle zablokował jego nominację do Akademii Francuskiej. Ostatecznie Morand został jej członkiem 10 lat później.

## Wybrana bibliografia
- Lewis i Irena – 1924 (wydanie polskie 1924)
- Swawolna Europa – 1926 (wydanie polskie 1927)
- Żyjący Budda – 1927 (wydanie polskie 1929)
- L'Homme pressé – 1941

Eseje
- New York – 1929 (wydanie polskie 1930)